# Bēlet-sēri
Bēlet-ṣēri (sumerisch Ninedena; akkadisch Bēlet-ṣēri "Herrin der Steppe") verschmolz in späterer Zeit mit den sumerischen Göttinnen Geštinanna sowie Nin-edena. In der akkadischen Mythologie übernahm sie die Funktionen der Unterweltsschreiberin Nin-edena und der sumerischen Göttin dGEŠTIN.AN.NA. Als Schwester des Dumuzi gilt sie auch als Gemahlin des Nomadengottes Amurru.